# Helophilus groenlandicus
Helophilus groenlandicus là một loài ruồi trong họ Ruồi giả ong (Syrphidae). Loài này được Fabricius mô tả khoa học đầu tiên năm 1780. Helophilus groenlandicus phân bố ở miền Tân bắc